# ابن مضاء
ابوالعباس احمد بن عبدالرحمن بن محمد بن سعید بن حارث بن عاصم الخمی القرطبی، معروف به ابن مضاء (۱۱۱۶-۱۱۹۶م) دانشمند مسلمان همه چیز دان عرب اهل قرطبه در اسپانیای اسلامی. وی به دلیل به چالش کشیدن شکل‌گیری سنتی دستور زبان عربی و درک رایج زبانی در میان نحویان عرب، در کتاب خود الرد على النحاة (پاسخ به نحویون ) قابل توجه بود و اصلاحاتی را انجام داد که دو قرن قبل توسط جاحظ  پیشنهاد شده بودند.

## عملکرد
وی در ابتدا در فز در مراکش کنونی و بعداً در بجایا در الجزایر کنونی به عنوان قاضی خدمت کرد. در دوران قضاوت اولیه‌اش بود که معلم همکار متکلم و ادیب اندلسی، ابن دحیه کلبی بود. بعدها، خلیفه  ابویعقوب یوسف، او را به عنوان قاضی اعظم خلافت برگزید. او در فاس، مراکش و سویل خدمت کرد و پس از ابویعقوب  زیر نظر پسرش خلیفه ابو یوسف یعقوب المنصور خدمت کرد و تا پایان عمر به عنوان قاضی ارشد امپراتوری باقی ماند. در جریان اصلاحات الموحد، او به مقامات کمک کرد تا همه کتاب‌های مذهبی را که غیرظاهریان در زمان سلطنت ابویعقوب یوسف نوشته بودند، ممنوع کنند،  و بر سوزاندن کامل این کتاب‌ها  نظارت کرد.

## آثار
- الرد على النحاة (پاسخ به دستور زبانیان)
- المشرق فی اصلاح المنطق
- تنزيه القرآن عما لا يليق من البيان (تنزیه قرآن از آنچه مناسب بیان نیست)